# Élections parlementaires dominicaines de 2016
Les élections parlementaires dominicaines de 2016 ont lieu le 16 mai 2016 en même temps que le premier tour de l'élection présidentielle afin de renouveler pour quatre ans les 190 membres de la Chambre des députés et les 32 membres du Sénat qui composent le Congrès national de la République dominicaine. 

## Contexte
Ces élections font suite à l'élection présidentielle dominicaine de 2012  et aux élections sénatoriales, législatives et municipales dominicaines de 2010. Le mandat des députés et sénateurs, habituellement de 4 ans, a été porté à 6 ans en 2010, de façon à faire coïncider leur fin avec celui du mandat présidentiel, et à désigner l'ensemble des élus lors des élections générales de 2016. 
La République dominicaine doit faire face à une corruption élevée, aux inégalités et à la criminalité souvent liée au narcotrafic. Le pays est une plate-forme de réexportation de la cocaïne vers les États-Unis et l’Europe. 
Le Parti de la libération dominicaine (PLD), au pouvoir, exerce son contrôle sur l’ensemble des pouvoirs, exécutif, législatif, judiciaire et médiatique. Ses cadres bénéficie d'une impunité face à la justice, malgré les fréquentes affaires de corruption. Le PLD est ainsi parfois comparé au Parti révolutionnaire institutionnel mexicain.

## Système électoral
Le Congrès national de la République dominicaine est un parlement bicaméral composé d'une chambre basse, la Chambre des députés, et d'une chambre haute, le Sénat. 
La Chambre des députés est dotée de 190 sièges pourvus pour quatre ans dont 178  au scrutin proportionnel dans 32 circonscriptions électorales  plurinominales correspondant aux 31 provinces plus le district national de la capitale Saint-Domingue. Le nombre de sièges par circonscription varie en fonction de leur population, à raison d'un minimum de deux sièges plus un par tranche de 50 000 habitants, et un dernier pour une éventuelle tranche supplémentaire de 25 000 habitants. A ce total s'ajoutent 5 autres sièges compensatoires distribués en priorité aux partis ayant franchi le seuil électoral de 1 % des suffrages exprimés au niveau national mais n'ayant obtenu aucun siège dans les circonscriptions. Enfin, 7 sièges sont réservés depuis 2016 à la diaspora dans une unique circonscription extra nationale, selon le même mode de scrutin,.
Le Sénat est quant à lui composé de 32 sièges pourvus pour quatre ans au scrutin uninominal majoritaire à un tour dans autant de circonscriptions correspondant également aux 31 provinces plus Saint-Domingue,. Les deux élections ont lieu sur un bulletin unique, une voix pour le candidat au sénat équivalant à une voix pour son parti à la chambre des députés.
Sont éligibles les individus ayant la citoyenneté dominicaine, âgés d'au moins 25 ans, jouissant de leurs droits civiques et politiques et étant nés dans la circonscription où ils se présentent ou en ayant été résidents depuis au moins cinq années sans interruption. Seuls peuvent être candidates les personnes présentées par l'un des partis officiellement reconnus par la Commission électorale centrale. Les candidatures sans étiquette sont par conséquent impossibles. Un mandat de député ou de sénateur est incompatible avec une fonction publique.

## Campagne
Les grands médias ont globalement occulté les affaires de corruption liées à l’entreprise brésilienne Odebrecht. Une vidéo dénonçant le scandale, réalisée par l'opposition, a été censurée par José Luis Corripio, l’un des hommes les plus riches du pays et propriétaire de plusieurs chaînes de télévision, de stations de radio et de la majorité des quotidiens.
L’organisation Participation citoyenne a déploré « l’iniquité de la campagne, fruit d’une concentration disproportionnée de ressources aux mains du parti au pouvoir ». L'organisation a par ailleurs relevé une forte augmentation du déficit fiscal provoqué par le recrutement de « personnel transitoire » dans les administrations et la multiplication des travaux publics à des fins électoralistes.

## Résultats
| Partis                   | Partis                             | Voix | %   | +/- | Chambre | Chambre       | Sénat  | Sénat         |
| Partis                   | Partis                             | Voix | %   | +/- | Sièges  | +/-           | Sièges | +/-           |
| ------------------------ | ---------------------------------- | ---- | --- | --- | ------- | ------------- | ------ | ------------- |
|                          | Parti de la libération dominicaine |      |     |     | 106     |               | 26     |               |
|                          | Parti révolutionnaire dominicain   |      |     |     | 58      |               | 3      |               |
|                          | Parti réformiste social chrétien   |      |     |     | 18      |               | 1      |               |
|                          | Parti révolutionnaire dominicain   |      |     |     | 16      |               | 1      |               |
|                          | Autres partis                      |      |     |     | 7       |               | 1      |               |
|                          |                                    |      |     |     |         |               |        |               |
| Votes valides            |                                    |      |     |     |         |               |        |               |
| Votes blancs et nuls     |                                    |      |     |     |         |               |        |               |
| Total                    | Total                              |      | 100 | -   | 190     | en stagnation | 32     | en stagnation |
| Abstention               |                                    |      |     |     |         |               |        |               |
| Inscrits / participation |                                    |      |     |     |         |               |        |               |